# Àsturs
Els asturs o àsturs(astŭres en llatí) foren un poble de la Tarraconense de possible origen celta, que habitaven part de l'actual d'Astúries quasi tota la província de Lleó i algunes comarques de Zamora i Galícia. Les muntanyes els van dividir en dues parts: els de la costa, anomenats asturs transmontans, i els de l'interior, anomenats asturs augustans. Plini diu que eren uns 240.000 dividits en 22 tribus (només se'n conserven els noms de 12: lanciatis, brigaecinis, bedunensis, orniacis, lungonis, saelinis, superatis, amacis, tiburis, egurris o gigurri, paesicis i zoelais).
El seu país tenia moltes mines, especialment d'or, i també cavalls de molta qualitat (un cavall astur era un asturcó). El poble era salvatge i aficionat a la guerra.
El 25 aC foren derrotats per Octavi August durant les guerres càntabres, a la riba del riu Astura i es van retirar a Lancia que fou conquerida. Els asturs al sud de les muntanyes van quedar sotmesos, però la resta va seguir de fet independent durant algun temps més.

## Ciutats
La capital dels asturs fou Asturica Augusta (avui Astorga) que fou seu de convent jurídic. Altres ciutats foren: Forum Cigurrorum capital dels cigurris; Nemetobriga capital dels tiburis; Lancia (potser Sollanco o Mansilla); Camala (potser Cea); Bedunia (potser La Bañeza) capital del Bedunensis; Brigaecium (segurament Benavente), capital dels brigequins. A la part entre les muntanyes i la costa cal esmentar a Lucus Asturum (Lugo de Llanera); Noega (Gijón); Flavionavia (Avilés); Intercatia, la capital dels orniacis; Pelontium, la capital dels lungonis; Nardinium, la capital dels saelinis; i Petavonium, capital dels superatis.

## Els tiburs
Un dels grups asturs era el dels tiburs (llatí tiburi). Van viure a la comarca actual de Trives, a l'actual província d'Ourense; la seva capital, Nemetobriga, fou identificada ja al s. XVIII amb una petita localitat anomenada avui dia Mendoia (nom que és l'evolució de Nemetobriga al gallec).